# دختر رؤیایی (فیلم ۲۰۱۹)
دختر رؤیایی (به هندی: Dream Girl) فیلمی محصول سال ۲۰۱۹ و به کارگردانی راج شیندالیا است. در این فیلم بازیگرانی همچون آیوشمان کورانا، نصرت باروچا، آنو کاپور، ویجای راز ایفای نقش کرده‌اند.